# 和平街街道 (北京市)

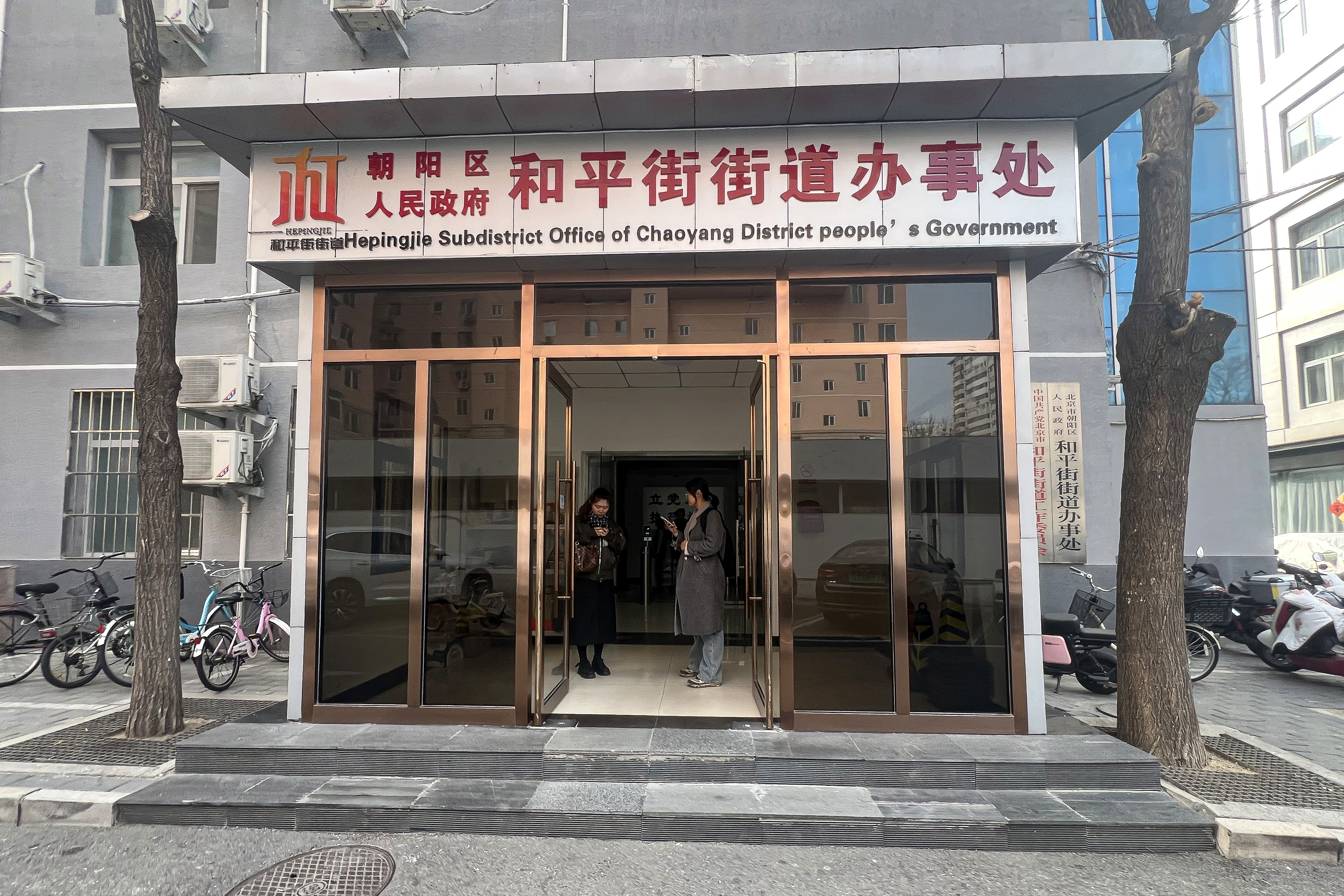
和平街街道办所在地

和平街是北京市朝阳区西北部的一个行政街道区域。在四环路和青年沟路之间。南面与东城区的和平里街道相连。始建于1956年，是北京较早的居民区之一，目前面积4.54平方公里，境内常住人口8.3万人。
目前下辖：胜古庄社区、胜古北社区、樱花园社区、和平东街社区、煤炭科技苑社区、砖角楼社区、和平家园社区、十四区社区、小黄庄社区。